# Onitis lycophron
Onitis lycophron là một loài bọ cánh cứng trong họ Bọ hung (Scarabaeidae).